# サセックスドライブ24番地
サセックスドライブ24番地（英語:24 Sussex Drive）は、カナダの首相の官邸。

## 概要
サセックスドライブ24番地はカナダの首都があるオンタリオ州オタワに所在地を置いている。
サセックスドライブ24番地は1868年に完成した。その後にカナダ政府に購入され、1950年に改修されそれ以降はカナダの首相官邸としての機能を果たしている

## 官邸内
サセックスドライブ24番地は本館と別館、警備小屋の3つの建物から構成されている。本館には公務エリアとプライベートエリアから構成され、公務エリアには首相執務室や閣僚会議室などが設置されている。プライベートエリアは首相と家族の住居スペースが設置されている。
現在、カナダ首相は本館に居住しておらず、現在はリドー・ホール敷地内のリドー・コテージに一時的に居住している。